# Trương Thị Mai
Trương Thị Mai (née le 23 janvier 1958) est une femme politique vietnamienne, secrétaire permanente du Comité central du Parti communiste vietnamien et cheffe de la commission centrale d'organisation du Parti communiste du Vietnam. Elle est la première femme à occuper ces postes, membre à la fois du secrétariat et du Politburo, les plus hautes instances décisionnelles du pays, et également cheffe adjointe du comité directeur central de lutte contre la corruption.

## Biographie
Trương Thị Mai est née le 23 janvier 1958 à Hiền Ninh, dans la province de Quảng Bình, au Vietnam. Sa famille a très tôt déménagé à Da Lat. Elle y a grandi et s'est spécialisée en histoire à l'université de Dalat. Elle a fréquenté l'Académie nationale d'administration publique de Hanoï, a obtenu un baccalauréat en droit, puis a continué à se spécialiser en administration publique et a obtenu une maîtrise dans l'administration publique. Le 11 octobre 1985, elle a été admise au Parti communiste du Vietnam, devenant membre officiel le 11 octobre 1986. Elle a également suivi des cours à l'Académie nationale de politique de Hồ Chí Minh, obtenant un diplôme en théorie politique.
Membre du comité central du parti depuis 2006, elle était auparavant cheffe de la commission de mobilisation de masse du parti. Membre de longue date de l'Assemblée nationale du Vietnam (depuis 1997), a également été présidente de la commission parlementaire des affaires sociales et vice-présidente de la commission parlementaire de la culture, de l'éducation, de la jeunesse, des adolescents et des enfants.
Elle était présidente de l'Association d'amitié Viêt nam-Cuba. Avant d'entrer en politique au niveau national, elle était présidente de la Fédération de la jeunesse du Vietnam, première femme à siéger à ce poste. Elle était également membre permanente du secrétariat du comité central de l'Union de la jeunesse communiste de Hồ Chí Minh.
En mai 2024, Trương Thị Mai, membre permanent du Secrétariat du Comité central du Parti communiste vietnamien, démissionne après un peu plus d'un an de mandat dans le cadre de la campagne anti-corruption du Parti communiste.